# 이지연 (1947년)
이지연(1947년~)은 대한민국 프리랜서 방송인이다.

## 학력
- 중앙대학교 방송학과 학사

## 경력
- 1969년~1972년: 이리기독교방송국 아나운서
- 1972년~1979년: CBS 중앙(서울)방송국 아나운서
- 1979년~1980년 12월: TBC 동양방송 MC
- 1980년 12월: 프리랜서 선언

## 진행

### 텔레비전
- 1981년~1987년: KBS1 《스튜디오 830》 MC
- 1983년 6월 30일~1983년 11월 14일: KBS1 《이산가족을 찾습니다》 MC
- 1993년~1994년: KBS1 《열린음악회》 MC

### 라디오
- CBS 《할머니 할아버지 안녕하세요》
- TBC 《안녕하세요 이지연입니다》
- KBS 1라디오 《오후의 교차로》
- KBS 2라디오 《임동진, 이지연의 행복만들기》
- KBS 3라디오 《이지연의 라디오 상담실》
- KBS 3라디오 《함께하는 세상 만들기》
- KBS 3라디오 《출발! 멋진 인생》